# شهرستان جاسپر (ایلینوی)
شهرستان جاسپر (به انگلیسی: Jasper County) شهرستانی در ایالت ایلی‌نوی ایالات متحده امریکا و بر طبق سرشماری ۲۰۱۰ این شهرستان ۹۶۹۸ نفر جمعیت داشته‌است. رشد جمعیت این شهرستان از ۲۰۰۰ تا ۲۰۱۰، حدود ۴٫۱ درصد بوده است
طبق سرشماری ۲۰۱۰، مساحت این شهرستان ۱۲۹۰٫۱ کیلومتر مربع وسعت داشته که از این مقدار ۰٫۷۲ درصد آب و ۹۹٫۲۸ درصد خشکی می‌باشد.
این شهرستان در ۱۸۳۱ از شهرستان کروفورد جدا شد. این شهرستان نام خود را از ویلیام جاسپر، قهرمان جنگ انقلاب آمریکا، گرفته‌است.

## نگارخانه

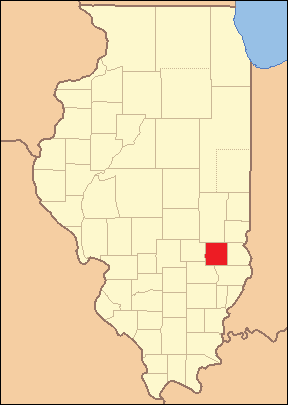

## همسایگان و راه‌ها
همسایگان این شهرستان عبارتند از:
- شمال:
- شمال‌شرق:
- شرق:
- جنوب‌شرق:
- جنوب:
- جنوب‌غرب:
- غرب:
- شمال‌غرب:

راه‌های اصلی این شهرستان:
1. بزرگراه میان‌ایالتی ۵۵
2. جاده ۱۶ ایلی‌نوی
3. جاده ۴۸ ایلی‌نوی
4. جاده ۱۰۸ ایلی‌نوی
5. جاده ۱۲۷ ایلی‌نوی
6. جاده ۱۸۵ ایلی‌نوی

## شهرها
- نیوتون، ایلی‌نوی، مرکز شهرستان
- سنت ماری، ایلی‌نوی
- هیدالگو، ایلی‌نوی
- رزهیل، ایلی‌نوی
- ویلر، ایلی‌نوی
- ویلوهیل، ایلی‌نوی
- یل، ایلی‌نوی